# Ottergembrug

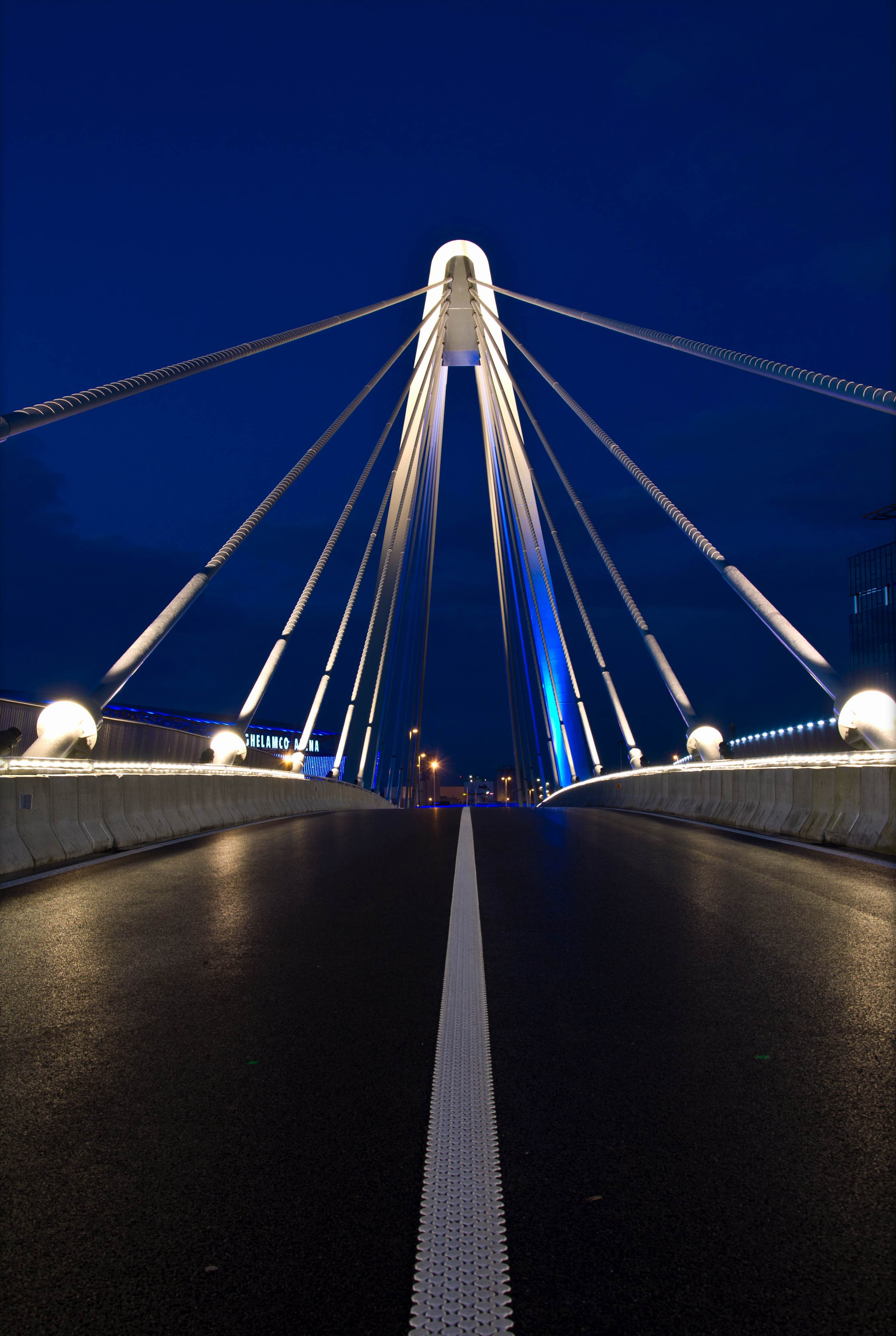
Brug in 2014.

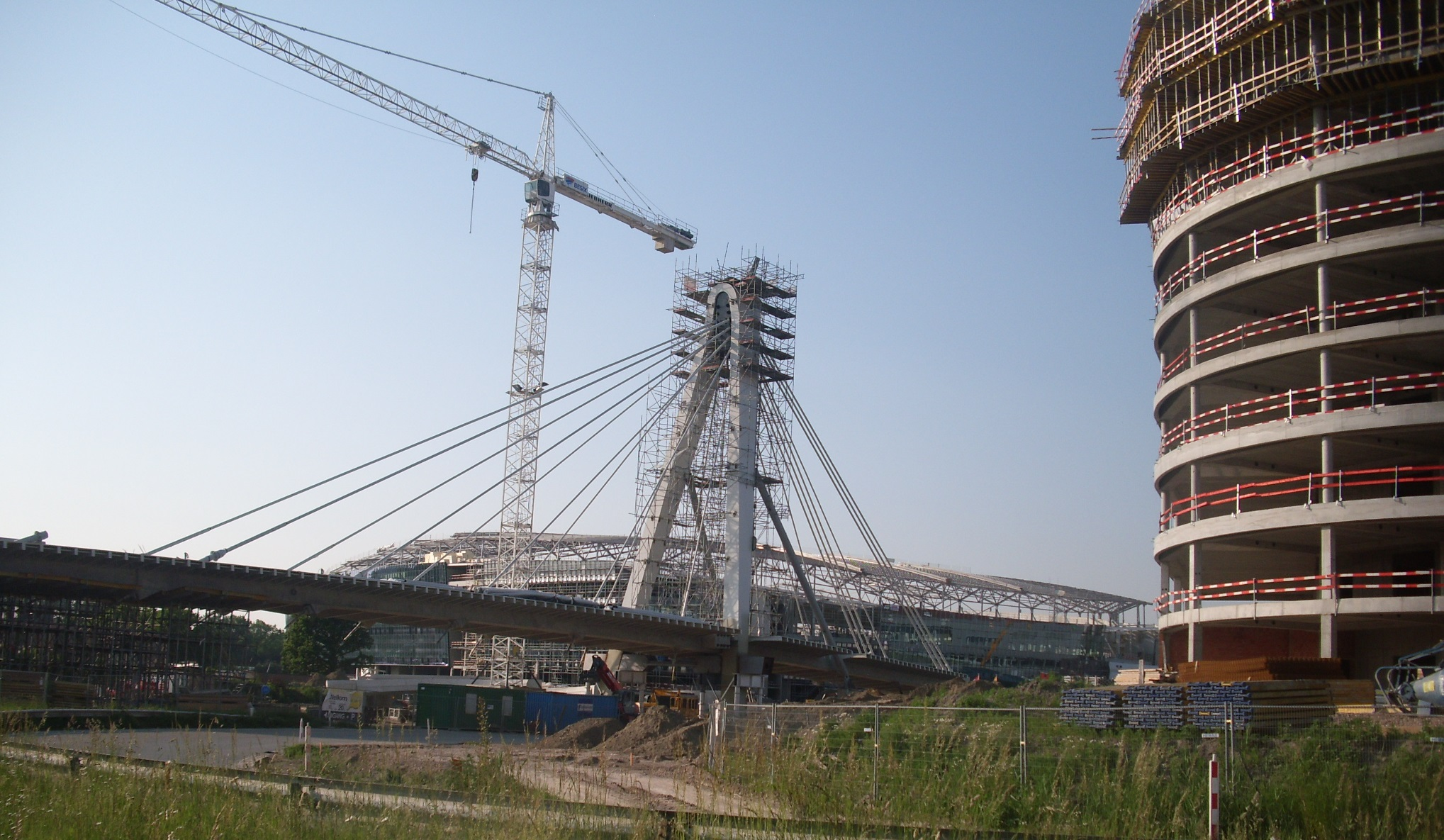
Brug in aanbouw (2013)

De Ottergembrug, in de volksmond soms Buffalobrug genoemd, is een wegbrug van de Ottergemsesteenweg-Zuid over de Ringvaart. De huidige brug is een tuibrug in waaiervorm en heeft aan beide uiteinden een op- en afrit naar respectievelijk de binnen- en buitenring van de autoweg R4 rond de Belgische stad Gent. Ze bevindt zich vlak bij het voetbalstadion van AA Gent. De brug is genoemd naar het Hof van Ottergem, een eeuwenoude hoeve die zich ongeveer op de plaats van de huidige brug bevond. De hoeve werd afgebroken bij de aanleg van de Ringvaart.
De huidige brug is voorzien van twee eenrichtingsrijvakken, een dubbelrichtingsfietspad en een voetpad. Een 47,3 m hoge pyloon draagt het 7 m brede wegdek over een totale overspanning van 135 meter. Het totale eigengewicht van de brug bedraagt 35 000 kN.

## Vervollediging R4
In 2013 werd de originele Ottergembrug, een brug over de Ringvaart ter hoogte van de Ottergemsesteenweg-Zuid die enkel toegankelijk was voor fietsers en hulpdiensten, afgebroken en vervangen door de huidige. Deze werd gebouwd in opdracht van het Agentschap Wegen en Verkeer en maakte deel uit van een PPS-project rond de afwerking van de ringweg van Gent. De vervanging van de Ottergembrug was onderdeel van een zogenaamd 'missing link' project waarbij een onderbreking van 2,5 km in de ringweg rond Gent vervolledigd werd. De nieuwe Ottergembrug behoorde tot het Zuid-deel van het project en was vooral nodig om de aansluiting van de ringweg op het onderliggend wegennet te garanderen.
Het initiële architecturale ontwerp (voor het volledige R4 Zuid project) is opgemaakt door het architectenbureau ZJA Zwarts & Jansma Architecten. De staalstructuur van de Ottergembrug zelf is geconstrueerd door de firma Aelterman en het uitvoeringsplan werd opgesteld door het studiebureau Arcadis. Het volledige project werd gebouwd door de Tijdelijke Handelsvereniging AB-Besix-Heijmans-Stadsbader.

## Plaatsing brug
Bij deze tuikabelbrug is een betonnen wegdek via stalen Freyssinet kabels opgehangen aan een stalen pyloon. De assemblage van de brug gebeurde aan land naast de rijweg en de pyloon werd over het water van het lasatelier naar de werf gebracht. De driehoekvormige, stalen pyloon bestaande uit 2 voeten, werd aan de hand van glijschoenen recht gezet en aan de liggers van het brugdek gemonteerd met bolscharnieren. Toen de 40 meter hoge stalen pyloon opgehesen was, werd het brugwegdek op een bezienswaardige manier over de Ringvaart geschoven op 30 cm hoogte van haar uiteindelijke plaats. Eerst werd de brug tot aan de rand van het water verschoven met behulp van platformwagens en schuifschoenen. De platformwagens hadden elk 20 wielen en waren 14 meter lang. Elk wiel van zo’n wagen moest 8 ton lading dragen. De schuifschoenen waren elk 5 meter breed en hadden als taak om een verticale belasting van 4 maal 6000 kN en een horizontale belasting van 131 kN te dragen, wat neerkomt op een gewicht van 500 ton. Met behulp van een 15,5 meter lange ponton in het water en Self Propelled Modular Transporters werd de 3500 ton wegende brug over een afstand van 135 meter verplaatst over het water aan 10 meter per uur. Het ponton was 16,8 meter verwijderd van de kleppen en had een draagkracht van 10 000 ton. De SPMT’s werden verticaal met 2 maal 2500 kN belast en horizontaal met 23,5 kN tijdens het verschuiven over het water. Het totale gewicht, inclusief de SPMT’s bedroeg 650 000 kg. De maximaal toegestane windkracht tijdens deze operatie was 13,8 m/s.
In 24 uur tijd lag de Ottergembrug op haar finale plaats en dankzij de complexe operatie slaagden Arcadis en de aannemer en het Agentschap Wegen en Verkeer erin om het omliggend verkeer en de scheepvaart zo weinig mogelijk te hinderen.
Academiebrug · Albertina Sisulubrug · André Denysbrug · Appelbrug · Asselsbrug · Bargiebrug · Bataviabrug · Bavobrug · Beekstraatbrug · Blaarmeersenbrugbrug · Brug der Keizerlijke Geneugten · Brugsevaartbrug · Buchtenbrug · Buchtenspoorbrug · Calcuttabrug · Charles Marcellisbrug · Contributiebrug · Dampoortbrug · Destelbergenbrug · Drongenbrug · Ekkergembrug · Emiel Clausbrug · Europabrug · Eversteinbrugbrug · Eversteinspoorbrug · Ferdinand Lousbergsbrug · François Laurentbrug · Fransevaartbrug · Gaardeniersbrug · Gasmeterbrug · Gebroeders Van Eyckbrug · Gentbruggebrug · Goedingebrug · Grasbrug · Griendijkbrug · Groendreefbrug · Groene Valleibrug · Groot-Brittanniëbrug · Grootdokbrug · Guldenmeersbrug · Heernisspoorbrug · Heinakkerbrug · Hoofdbrug · Hospitaalbrug · Hundelgembrug · Hutsepotbrug · Industriebrug · Jan Palfijnbrug · John Kennedybrug · Jozef Ghuislainbrug · Kaaksmetebrug · Kappebrug · Keizerbrug · Keizerviaduct · Ketelbrug · Klaverbladbrug · Koning Albertbrug · Koning Willembrug · Krommewalbrug · Langerbruggebrug · Leiebrug · Lievebrug · Louisa d'Havébrug · Maaltebrug · Malemvoetbrug · Mariakerkebrug · Matadibrug · Meierijbrug · Melkhambrug · Mendonkbrug · Merelbekebrug · Meulestedebrug · Minnemeersbrug · Moskoubrug · Muidebrug · Muinkbrug · Napoleon de Pauwbrug · Nieuwbrug · Nieuwebosbrug · Nieuwekalebrug · Nieuwescheldebrug · Nieuwevaartbrug · Oktrooibrug · Onthoofdingsbrug · Ottergembrug · Oudescheldebrug · Parkbosbruggen · Pontbrug · Predikherenbrug · Rabotbrug · Recolettenbrug · Rietkenbrug · Rozemarijnbrug · Sint-Agnetebrug · Sint-Antoniusbrug · Sint-Denijsbrug · Sint-Jorisbrug · Sint-Lievensbrug · Sint-Lievensviaduct · Sint-Martinusbrug · Sint-Michielsbrug · Skaldenbrug · Slachthuisbrug · Snepbrug · Snepdijkbrug · Snepvoetbrug · Spanjeveerbrug · Stropbrug · Stropspoorbrug · Ter Platenbrug · Theresianenbrug · Tolhuisbrug · Tweegatenbrug · Verapazbrug · Verlorenkostbrug · Viaduct van Gentbrugge · Visserijkombrug · Vleeshuisbrug · Voorhavenbrug=Wiedauwkaaibrug · Waalbrug · Walpoortbrug · Warmoezeniersbrug · Watermolenbrug · Westerringspoorbrug · Wijdenaardbrug · Wondelgembrug · Zoé Borluutbrug · Zomerweibrug · Zuiderlaanbrug · Zuivelbrug · Zwijnaardebrug · Zwijnaardekanaalbrug · Zwijnaardekasteelbrug